# منصف
منصف (به عربی: منصف) یک منطقهٔ مسکونی در لبنان است که در شهرستان جبیل واقع شده‌است. منصف ۳٫۴۱ کیلومتر مربع مساحت دارد ۲۲۰ متر بالاتر از سطح دریا واقع شده‌است.